# Apostolische Präfektur Shashi
Die Apostolische Präfektur Shashi (lat.: Apostolica Praefectura Shasiensis) ist eine in der Volksrepublik China gelegene römisch-katholische Apostolische Präfektur mit Sitz in Shashi.

## Geschichte
Die Apostolische Präfektur Shashi wurde am 6. Juli 1936 durch Papst Pius XI. mit der Apostolischen Konstitution Ad Catholicum aus Gebietsabtretungen des Apostolischen Vikariates Yichang errichtet.

## Apostolische Präfekten von Shashi
- Julian Edward Dillon OFM, 1936–1961
- Sedisvakanz, seit 1961